# Xi (Panzhihua)

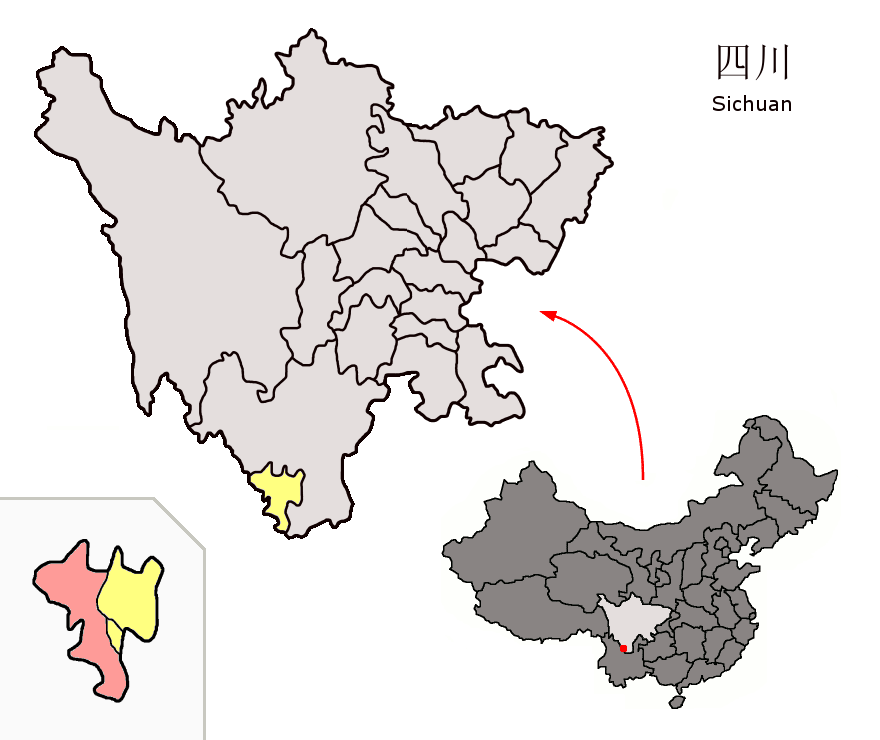
Lage des Gebietes der drei Stadtbezirke von Panzhihua (rosa) in der bezirksfreien Stadt Panzhihua (gelb).

Der Stadtbezirk Xi (西区,  Xī Qū – „Westen“) ist ein Stadtbezirk im Süden der südwestchinesischen Provinz Sichuan. Er gehört zum Verwaltungsgebiet der bezirksfreien Stadt Panzhihua. Xi hat eine Fläche von rund 138,8 km² und zählt 129.406 Einwohner (Stand: Zensus 2020).

## Administrative Gliederung
Auf Gemeindeebene setzt sich der Stadtbezirk aus sechs Straßenvierteln und einer Großgemeinde zusammen. 